# Esmá'íl Qáání
Esmá'íl Qáání (persky اسماعیل قاآنی‎; * 8. srpna 1957 Mašhad) je íránský brigádní generál Islámských revolučních gard, od roku 2020 velitel jednotek Quds. Do této funkce byl jmenován nejvyšším vůdcem Alím Chameneím po smrti Kásima Sulejmáního.

## Mládí
Narodil se 8. srpna 1957 v Mašhadu. Během irácko-íránské války se setkal s Kásimem Sulejmáním. V roce 1980 vstoupil do Islámských revolučních gard.

## Vojenská kariéra
Během irácko-íránské války vedl brigádu Nasr-5 a brigádu imáma Rezy-21. V roce 1981 absolvoval vojenský výcvik na akademii v Teheránu.
Po válce se připojil k jednotkám Quds a začal působit v provincii Chorásán, která hraničí s Afghánistánem, Turkmenistánem a Pákistánem. Zde se soustředil na boj proti pašování drog a podporu Severní aliance, která bojovala proti Tálibánu.
V roce 1997 jej vrchní velitel Islámských revolučních gard Jahjá Rahím Safaví jmenoval zástupcem velitele jednotek Quds, jimž velel Kásim Sulejmání. V této funkci dohlížel na financování polovojenských skupin včetně Hizballáhu a zásilku zbraní pro Gambii, která však byla zadržena v Nigérii.

### Aktivity v Sýrii
Dne 25. května 2012 byly napadeny dvě vesnice v syrském regionu Húla, při čemž zahynulo 108 lidí, z toho 49 dětí. Vyšetřovatelé OSN dospěli k závěru, že oběti byly zabity při dvou hromadných popravách, které provedly jednotky Šabíhá sympatizující s režimem Bašára al-Asada. Mluvčí ministerstva zahraničí USA Victoria Nuland čtyři dny po masakru řekla, že Qáání v jednom z rozhovorů uvedl, že jednotky Quds pomáhaly při výcviku těchto jednotek. Dne 27. května poskytl rozhovor Íránské studentské tiskové agentuře, v němž uvedl: „Díky přítomnosti Íránu v Sýrii – fyzické i nefyzické – bylo zabráněno velkým masakrům. Kdyby Islámská republika nebyla v Sýrii přítomna, masakry jejího lidu by se znásobily.“

### Eskalace napětí mezi Íránem a Spojenými státy
Qáání ostře kritizoval aktivity USA na Blízkém východě.
Dne 5. července 2017 uvedl, že USA marně vynaložily 6 bilionů dolarů na vyzbrojení Iráku a Afghánistánu ve snaze zaútočit na Írán. Na závěr dodal: „Amerika utrpěla více ztrát od nás než my od ní.“
Spojené státy vyhrožovaly Qáánímu smrtí. O této informaci informoval mluvčí ministerstva zahraničních věcí Íránu Abbás Músaví: „Tato slova jsou oficiálním oznámením a jasným odhalením amerického cíleného a vládního terorismu.“
V reakci na atentát na Kásima Sulejmáního prohlásil: „Říkáme všem, buďte trpěliví a uvidíte mrtvá těla Američanů po celém Blízkém východě.“